# Libnotes oralis
Libnotes oralis är en tvåvingeart som beskrevs av Edwards 1928. Libnotes oralis ingår i släktet Libnotes och familjen småharkrankar. Inga underarter finns listade i Catalogue of Life.